# Huperzia mexiae
Huperzia mexiae là một loài thực vật có mạch trong Họ Thạch tùng. Loài này được (Copel.) Rolleri & Deferrari mô tả khoa học đầu tiên năm 1988.